# Авен-сюр-Эльп-Нор
Аве́н-сюр-Эльп-Севе́р (фр. d'Avesnes-sur-Helpe-Nord) — упраздненный кантон во Франции, находился в регионе Нор — Па-де-Кале, департамент Нор. Входил в состав округа Авен-сюр-Эльп. Был упразднен в результате реформы 2015 года.
В состав кантона входили коммуны (население по данным Национального института статистики за 2011 г.):
- Авен-сюр-Эльп (4 995 чел.)
- Ба-Льё (324 чел.)
- Бёни (621 чел.)
- Домпьер-сюр-Эльп (914 чел.)
- Дурле (559 чел.)
- Феллери (1 619 чел.)
- Фломон-Водреши (375 чел.)
- Флурси (139 чел.)
- Рамузи (239 чел.)
- Семери (547 чел.)
- Семузи (243 чел.)
- Сен-Илер-сюр-Эльп (779 чел.)
- Сент-Обен (374 чел.)
- Теньер-ан-Тьераш (456 чел.)

## Экономика
Структура занятости населения (без учёта коммуны Авен-сюр-Эльп):
- сельское хозяйство — 13,9 %
- промышленность — 9,9 %
- строительство — 15,2 %
- торговля, транспорт и сфера услуг — 27,6 %
- государственные и муниципальные службы — 33,4 %

Уровень безработицы (2009 год) — 9,4 % (Франция в целом — 11,7 %, департамент Нор — 15,1 %). 

Среднегодовой доход на 1 человека, евро (2009 год) — 20 896 (Франция в целом — 23 330, департамент Нор — 20 786).

## Политика
Жители кантона на последних выборах отдавали предпочтение правым. На президентских выборах 2012 г. они отдали Николя Саркози в 1-м туре 26,9 % голосов против 25,1 % у Марин Ле Пен и 23,3 % у Франсуа Олланда, во 2-м туре в кантоне победил Саркози, получивший 52,2 % голосов (2007 г. 1 тур: Саркози — 31,0 %, Сеголен Руаяль — 20,2 %; 2 тур: Саркози — 57,9 %). На выборах в Национальное собрание в 2012 г. по 3-му избирательному округу департамента Нор жители кантона поддержали действующего депутата, кандидата партии Союз за народное движение Кристин Марен, набравшую 30,9 % голосов в 1-м туре и 54,6 % — во 2-м туре. (2007 г. 24-й округ. Ален Пуар (СНД): 1-й тур — 51,1 %, 2-й тур — 56,7 %). На региональных выборах 2010 года в 1-м туре победил список «правых» во главе с СНД, собравший 25,0 % голосов против 21,0 % списка социалистов. Во 2-м туре единый «левый список» с участием социалистов, коммунистов и «зелёных» во главе с Президентом регионального совета Нор-Па-де-Кале Даниэлем Першероном получил 43,1 % голосов, «правый» список во главе с сенатором Валери Летар занял второе место с 32,8 %, а Национальный фронт Марин Ле Пен с 24,1 % финишировал третьим.
|  | Кандидат          | Партия                  | % голосов |
|  | ----------------- | ----------------------- | --------- |
|  | Ален Пуайяр       | Правые партии           | 56,81     |
|  | Себастьян Хоземон | Социалистическая партия | 43,19     |

|  | Кандидат      | Партия                  | % голосов |
|  | ------------- | ----------------------- | --------- |
|  | Ален Пуайяр   | Правые партии           | 55,40     |
|  | Сильви Турнан | Социалистическая партия | 44,60     |